# 蓐收

蓐收騎乘雙龍，手持鉞斧，描繪於海外西經。

蓐收，名该，是传说中的秋神、金神、西方之神，亦为刑戮之神，蓐收的形象为人面、虎爪、白毛、執鉞，左耳有蛇，乘两条龙。是少昊氏的辅佐神，亦有说为少昊之子、少昊之叔。
作为刑戮之神，蓐收曾在虢公梦中显现，昭示天罚，虢公不自省，终导致虢国灭亡。